# لینتوارداین
لینتوارداین (به انگلیسی: Leintwardine) یک روستا و محله مدنی در بریتانیا است که در هرفوردشر واقع شده‌است. لینتوارداین ۸۳۰ نفر جمعیت دارد.